# نیو میناس
نیو میناس (به انگلیسی: New Minas) یک منطقهٔ مسکونی در کانادا است که در شهرستان کینگز، نوا اسکوشیا واقع شده‌است. نیو میناس ۵٬۱۳۵ نفر جمعیت دارد.